# Тарангуль, Роми
Роми Тарангуль (нем. Romy Tarangul, род. 19 октября 1987 года, Франкфурт-на-Одере) — немецкая дзюдоистка, выступающая в категории до 52 кг. Призёр чемпионата мира и Европы.

## Биография
В 2008 году Тарангуль выиграла серебряную медаль на чемпионате Европы по дзюдо. Этот результат дал ей возможность принять участие в Олимпийских играх в Пекине, где она заняла девятое место. В 2009 году на чемпионате мира по дзюдо она выиграла бронзовую медаль, что стало наивысшим достижением в её карьере. В 2013 году Роми выступала на Универсиаде в Казани, где завоевала бронзовую медаль. На летних Олимпийских играх 2012 года она одержала победу в первом раунде против Натальи Кузютиной, но в четвертьфинале проиграла будущей бронзовой призёрке Росальбе Форчинити.
В 2016 году Тарангуль вышла замуж.